# Rolls-Royce Eagle
El Rolls-Royce Eagle fue el primer motor aeronáutico desarrollado por Rolls-Royce Limited. Introducido en 1915 para cumplir los requerimientos de las fuerzas armadas británicas durante la Primera Guerra Mundial, fue usado para motorizar los bombarderos Handley Page Tipo O y otros aviones militares.

## Antecedentes
Al iniciarse la Primera Guerra Mundial en agosto de 1914, la Royal Aircraft Factory solicitó a Rolls-Royce que desarrollara un nuevo motor de 200 hp enfriado por aire. Pese a la renuencia inicial, RR aceptó con la condición de que sea enfriado por agua en lugar de aire, ya que la empresa era experta en ese sistema.

## Diseño y desarrollo
El desarrollo del nuevo motor fue liderado por Henry Royce en su casa en Kent. Basado inicialmente en el motor del Rolls-Royce Silver Ghost, y en el diseño del Grand Prix Mercedes 35 CV, se incrementó la potencia duplicando el número de cilindros a doce e incrementando la carrera de los pistones a 165 mm, pero manteniendo el diámetro de 114 mm. El motor funcionaba también más rápido, y se diseñó una caja reductora epicíclica para mantener la velocidad de la hélice por debajo de las 1.100 rpm. Para reducir la inercia y mejorar las prestaciones, el sistema de válvulas laterales fue reemplazado por un diseño de árbol de levas a la cabeza.
El 3 de enero de 1915 el Almirantazgo solicitó veinticinco de los nuevos motores. El Eagle se puso en marcha por primera vez en el banco de pruebas de los talleres Derby de Rolls-Royce en febrero de 1915, desarrollando 225 hp a 1.600 rpm. Fue pronto elevado a 1.800, y en agosto de 1915 a 2.000 rpm desarrollando 300 hp. Luego de pruebas adicionales, se decidió aprobar el nuevo motor para la producción a 1.800 rpm y 255 hp; se permitía 1.900 rpm por cortos periodos de tiempo. El motor voló por primera vez en un bombardero Handley Page O/100 en diciembre de 1915, siendo el primer vuelo de un motor aeronáutico Rolls-Royce.

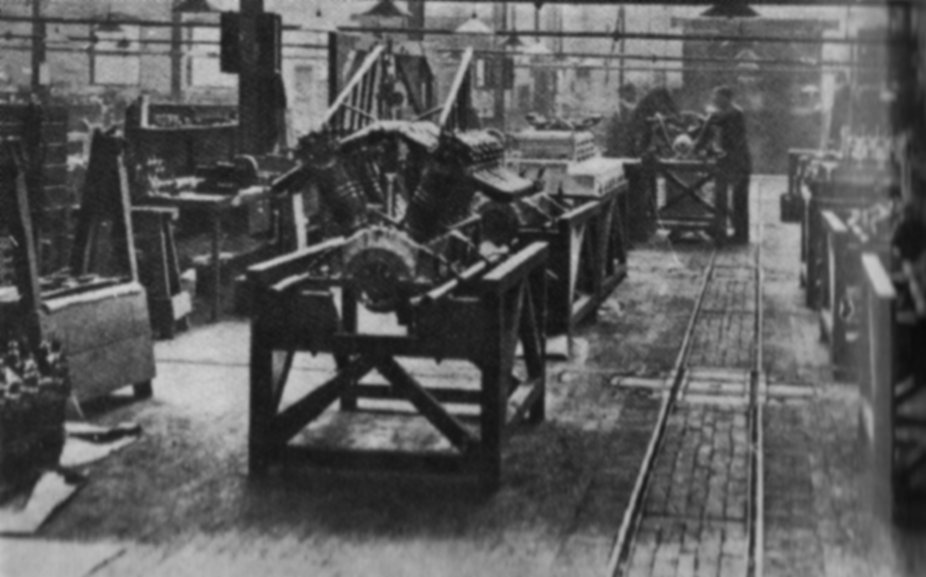
Motores Rolls-Royce Eagle fabricados en Derby en 1919

El Eagle continuó en desarrollo durante 1916 y 1917, incrementando la potencia en forma progresiva hasta alcanzar los 360 hp en febrero de 1918, cuando se habían producido ocho versiones. Durante la Primera Guerra Mundial Rolls-Royce se esforzó por construir Eagles en las cantidades requeridas por el War Office, pero la compañía resistió la presión de otorgar licencias a otros fabricantes por miedo a que la muy admirada calidad de los motores pudiera verse comprometida.
Luego de la guerra, la versión Mark IX del Eagle fue desarrollada para uso civil. La producción continuó hasta 1928, siendo la producción total de 4.681 motores Eagle.